# Clade RTA
El clade RTA (de les sigles en anglès, RTA, "retrolateral tibial apophysis" o "apòfisi tibial retrolateral") és un clade d'aranyes araneomorfes relacionades per la possessió d'una apòfisi tibial retrolateral, una projecció cap enrere de la tíbia del pedipalp del mascle. El clade conté més de 21.000 espècies, gairebé la meitat de les més de 48.000 espècies conegudes d'aranyes. La majoria dels membres d'aquest clade són aranyes errants i no construeixen teranyines.

## Famílies
El 2005, Coddington incloia les següents 39 famílies en un cladograma que mostra el clade RTA:
- Agelenidae
- Amaurobiidae
- Ammoxenidae
- Amphinectidae (parafilètic; actualment formen part dels Desidae)
- Anyphaenidae
- Cithaeronidae
- Clubionidae
- Corinnidae
- Cryptothelidae
- Ctenidae
- Desidae
- Dictynidae
- Gallieniellidae
- Gnaphosidae
- Lamponidae
- Liocranidae
- Lycosidae
- Miturgidae (parafilètic)
- Oxyopidae
- Philodromidae
- Phyxelididae
- Pisauridae
- Prodidomidae
- Psechridae
- Salticidae
- Selenopidae
- Senoculidae
- Sparassidae
- Stiphidiidae
- Tengellidae (actualment dins els Zoropsidae)
- Thomisidae
- Titanoecidae
- Trechaleidae
- Trochanteriidae
- Zodariidae
- Zoridae (actualment una subfamília dins els Miturgidae)
- Zorocratidae (ja no s'accepta; la majoria de gèneres formen part dels Udubidae)
- Zoropsidae